# Stilovi aranžiranja cvijeća
Stilovi aranžiranja mogu se podijeliti na klasične i moderne.

## Klasični stilovi
Klasični stilovi temelje se na geometrijskom obliku. Stapke izgledaju kao da izlaze iz jedne posude. Aranžmani su bez jakog kontrasta i često se izrađuju od vrtnog cvijeća. Posuda mora biti tamnija od boje cvjetova. Klasične stilove dijelimo na:

#### Formalni aranžman
Formalni aranžman može biti ovalan ili okrugao. Želeći postići određeni oblik cvjetovi se slažu poput kamenčića tako da ne dolaze potpuno do izražaja. Cvjetovi se ne smiju prekrivati, a florist to postiže variranjem visine pojedinog cvijeta. Formalni aranžman isto tako može biti složen u obliku trokutaste piramide. Takvi su se oblici obično izrađivali u višim posudama kako bi sva raskoš boja i oblika došla do izražaja. Piramide se izrađuju tako da prednja strana bude naglašenija od zadnje.

#### Hogart stil
Aranžman se nalazi u položaju slova S. Nastao je u 18. stoljeću a kreirao ga je Hogarth. Takav aranžman može biti vodoravan ili uspravan. Ako se izrađuje uspravan hogart, onda se 3/5 aranžmana uzdiže iznad središta, a 2/5 su ispod središta aranžmana. S-oblik postiže se slaganjem osnovnih grana prema tom slovu, a ostalo cvijeće i zelenilo samo prati taj oblik. Vodoravno hogart izrađuje se tako da se u osnovu za aranžiranje u obliku slova S cvijeće i zelenilo učvršćuje na istoj visini.

## Moderni stilovi
Moderni oblici razvili su se iz klasičnih i to kada su sami floristi shvatili da ne mogu sve slagati u stilu bidermajera, jer je cvijeće u tom slučaju uvijek tijesno jedno do drugoga i ne dolazi do izražaja. U središtu modernog aranžmana je osnovica ili srce aranžmana. Osnovicu tvori kratko cvijeće velikih i okruglih oblika koje je uvijek tamnije od cvijeća na rubu aranžmana. Moderne stilove dijelimo na:

#### Moderni tradicionalni stil
Moderni tradicionalni stil razvija se iz klasičnog stila i sadrži mnoge njegove elemente.

#### Paralelni stil
Paralelni stil je nizozemski stil aranžiranja a njegova je karakteristika da su sve linije u aranžmanu strogo paralelne, kako cvijeća tako i zelenila. Za aranžmane tog stila često se upotrebljava posuda pravokutna oblika kako bi se paralelnost postigla što lakše.

#### Vegetativni stil
U Vegetativnom stilu uvijek se upotrebljavaju prirodni materijali koji se slaže upravo onako kako raste u prirodi. Taj je stil sličan ikebani. Vrlo je važno znati kako u aranžmanu postaviti različito cvijeće i zelenilo, različitih boja i veličina.

#### Dekorativni stil
Dekorativni stil je prava suprotnost vegetativnom stilu jer traži upravo neprirodne oblike, a prirodni materijal preoblikuje. Užičani cvijet upotrebljava se kako god se želi, ali svakako drugačije nego što je njegov prirodni rast.

#### Slobodni stil
U aranžmanu slobodnog stila slobodno su izmiješani stilovi pri čemu se aranžmanu daje osobna nota, ali se također moraju poštovati pravila aranžiranja.

#### Eksperimentalni stil
Eksperimentalni stil istražuje nove mogućnosti oblikovanja cvijeća. Taj se stil često vidi na natjecanjima. Za izradu aranžmana u slobodnom i eksperimentalnom stilu treba dobro vladati svim klasičnim i modernim stilovima jer oni sadrže svojstva svih stilova.

#### Strukturni stil
Strukturni stil dugo je vremena bio vrlo moderan i još se njeguje. Također je karakterističan za Nizozemsku. Cvijeće i zelenilo razvrstano je u snažne skupine, što aranžmanu daje izgled uređenosti, jasnoće i čistoće.

#### Minimalistički stil
Minimalistički stil je stil u kojemu se upotrebljava malo različitih vrsta materijala (najviše 3-4) i boja s kojima se postiže najveći učinak. Ta je jednostavnost aranžmana otežavajuća okolnost jer nije uvijek lako doseći maksimalan učinak. Kad je malo materijala vidi se svaka i najmanja greška. U jednom aranžmanu može se miješati više stilova. Bez obzira na to koji se oblik aranžmana izrađuje moraju se uskladiti tri elementa:
- ravnoteža upotrebljivih boja i oblika u aranžmanu
- raspored upotrebljivih boja i oblika
- ritam ili ponavljanje upotrebljivih boja i oblika cvijeća

## Aranžiranje u Engleskoj
U Engleskoj postoje društva ljubitelja cvijeća. Njihovi se članovi u slobodno vrijeme bave slaganjem cvijeća a stručnjaci im drže predavanja i tečajeve. Ljubitelji cvijeća posjećuju i privatne škole za slaganje cvijeća te sudjeluju u natjecanjima i izložbama. Englezi su razvili dva stila slaganja cvijeća, jedan je klasični, tipični britanski stil, a drugi je moderni. Klasični stil je formalan, pa aranžmani ostavljaju dojam strogosti. Cvjetovi se slažu u trostranu piramidu ili u široku polukružnu formu, koja je razvedena s obje strane. Aranžman za stol mora biti sa svih strana okrugao ili ovalan. Osim simetričnih slažu se i asimetrični aranžmani. Osnovni oblik asimetričnih aranžmana je polumjesec. Cvjetovi i listovi redaju se oko jedne savijene osi, a u željeni položaj dovede se pomoću škara i žica. Djeluju disciplinirano i mirno a obično se izrađuje od jedne vrste cvijeća. Osobito je važno da gotovi aranžman bude u skladu s ambijentom. Moderni stil proizlazi iz suprotnosti oblika cvjetova i grana te igre linija. Za kompoziciju u modernom stilu potrebno je nekoliko cvjetova ili grana koje se slažu linearno i rahlo.

## Aranžiranje u Francuskoj
Francuzi vole mnogo cvijeća, šarenilo i eleganciju. Cvijeće poklanjaju kao znak pažnje i poštovanja. Njeguju klasični stil aranžiranja. Njihovi su dekorativni aranžmani reprezentativni. Cvjetovi se slažu tako da se uzdižu jedan iznad drugog, stvarajući zatvorenu piramidu ili prozračan i rastresit trokutasti oblik. Takav se aranžman slaže samo prema jednoj strani (s koje se gleda) jer se stavlja na stolić ili konzolu ispred zida. Cvjetovi su okrenuti prema naprijed a najdulji cvijet stoji iza svih ostalih cvjetova. Svježe cvijeće često se slaže u plitke posude, vaze oblika amfore ili košarice. U francuskim cvjetnim aranžmanima naglašen je odnos prema boji. Aranžman može biti šaren ali i sastavljen od odabranih cvjetova koji su složeni po boji ili po skupinama boja. Uvijek tamnije boje cvjetova idu u srednji dio aranžmana a svjetliji prema van. Na taj način optičko središte aranžmana daje zgusnuti i nabijenosti dojam. Svrha ovakvih aranžmana je isključivo reprezentacija. Francuzi izrađuju i aranžmane od suhog cvijeća pa čak i od cvjetova i listova koji su napravljeni od školjki, perja, perla i sl. Zadaća cvjećarnica nije ponajprije prodaja već aranžiranje cvijeća. Cvijeće potrebno za neku posebnu prigodu ili dar kupuje se od florista. Njegova stvaralačka sposobnost vrlo je cijenjena, pa se za razne aranžmane plaća mnogo veća cijena. Porez na aranžirano cvijeće je puno veći od nearanžiranog. A na to treba osobito misliti kad se preko Fleurop - Interflore želi poslati cvijeće u Francusku.

## Aranžiranje u Americi
Stil aranžiranja u americi proizlazi iz engleskog klasičnog stila. Osnovni oblik aranžmana je također trokutast s naglašenom prednjom stranom. Američki aranžmani su skupi, rastrošni i slažu se u posude od porculana ili srebra. U cvjećarnicama aranžmane obično slažu u posudama od plastike ili nepromočivog papira koje se bacaju zajedno s uvelim cvijećem. Vrlo su omiljene bijele posude u obliku kaleža. Amerikanci također pohađaju školu za slaganje cvijeća pa čak i poznate škole ikebane u samom Japanu. U Americi nisu uobičajeni buketi u našem smislu. Kupuju se ili gotovi aranžmani ili nevezano cvijeće koje se potom aranžira kod kuće.

## Aranžiranje u Hrvatskoj
Ljubav prema cvijeću sve se više širi. U većim gradovima organiziraju se cvjetne izložbe (Zagreb, Split, Varaždin) na kojima se prezentiraju različite vrste i sorte cvijeća i lončanica. Isto tako održavaju se i prezentacije na kojima vrhunski stručnjaci iz Italije, Nizozemske, Austrije pokazuju nove stilove aranžiranja koji se pojavljuju u njihovim zemljama, nove vrste materijala i zelenilo koje je u modi. Aranžiranje cvijeća, osobito u Zagrebu ima dugu tradiciju koja se nastavlja i danas.  Na floriste u sjevernoj Hrvatskoj utječu njemački i austrijski floristi, a na floriste u obalnom dijelu Hrvatske talijanski. U Hrvatskoj se njeguju dekorativni i formalni stil. Aranžmani formalnog oblika su okrugli, slični bidermajeru. Boje su usklađene, mirne a karakter rasta i odlike biljke uopće ne dolaze do izražaja. Dekorativni stil je raskošan i svečan a čitava kompozicija je okruglasta. Pojedini cvjetovi slažu se tako da teže prema svjetlosti, čak i ako nisu postavljeni u smjeru prirodnoga rasta. Od modernih stilova njeguje se slobodni stil koji floristima omogućuje da pokažu svoje umijeće.